# 堺市警察部
堺市警察部（さかいしけいさつぶ）は、大阪府警察が警察法第52条に基づき堺市に設置している部門（市警察部）。同条では「指定市の区域内における道府県警察本部の事務を分掌させるため、当該指定市の区域に市警察部を置く。」と定められており、政令指定都市である堺市に設置されている。部長は警視正で、府警第5方面本部長が兼務する。所在地は堺市中区深井沢町（中区役所庁舎内）。

## 組織
- 総務課（堺市との連絡調整、市警察部の庶務）

## 市内警察署
- 堺警察署 - 堺区
- 北堺警察署 - 北区
- 西堺警察署 - 西区
- 南堺警察署 - 南区
- 中堺警察署 - 中区
- 黒山警察署 - 美原区、東区 ※他に大阪狭山市も管轄